# 劳凯声
劳凯声（1948年10月—），男，广西合浦人，中国教育学家，首都师范大学资深教授。主要从事教育基本理论、教育政策学与教育法学研究。

## 生平
1948年10月生于上海。原籍广西合浦。中学时随家庭迁居北京。1968年在上山下乡运动的洪流中去北大荒劳动。1977年底返回北京并参加高考，考入北京师范大学教育系，1982年春毕业留系工作。1986年开始在职攻读博士学位，导师为王焕勋、黄济教授。1991年获教育法学博士学位。后担任北京师范大学教育学院教育政策与法律研究所所长，教育学原理专业博士生导师。
2010年至2020年，担任首都师范大学学术委员会主任。2016年1月，受聘为第二届教育部基础教育课程教材专家工作委员会委员。2017年12月，受聘为第一届教育部法律咨询专家委员会委员。